# RFFSA
La RFFSA (acronimo di Rede Ferroviária Federal, Sociedade Anônima) è stata la più grande azienda ferroviaria brasiliana, attiva tra il 1957 e il 2007.

## Storia
L'azienda ferroviaria di stato ebbe origine nel 1957 dalla fusione di 18 aziende locali.
All'inizio degli anni novanta, a causa della carenza di investimenti nel settore ferroviario, le condizioni della rete erano tali da impedire un servizio efficiente sia di passeggeri che di merci. Il governo scelse la via della privatizzazione, ma in un primo momento non ebbe successo per la mancanza di investitori interessati. La situazione si risolse tra il 1996 e il 1998 quando oltre 22.000 km di ferrovia sono stati affidati ad operatori privati con concessioni trentennali.
Il 17 dicembre 1999 fu decisa la completa liquidazione dell'azienda, che è ufficialmente terminata il 31 maggio 2007.

## Ferrovie inglobate
La RFFSA all'atto della costituzione fu originata da 18 aziende locali inglobate nella nuova realtà.
- Estrada de Ferro Madeira-Mamoré
- Estrada de Ferro de Bragança
- Estrada de Ferro São Luís-Teresina
- Estrada de Ferro Central do Piauí
- Rede de Viação Cearense
- Estrada de Ferro Mossoró-Sousa
- Estrada de Ferro Sampaio Correia
- Rede Ferroviária do Nordeste
- Viação Férrea Federal do Leste Brasileiro
- Estrada de Ferro Bahia-Minas
- Estrada de Ferro Leopoldina
- Estrada de Ferro Central do Brasil
- Rede Mineira de Viação
- Estrada de Ferro de Goiás
- Estrada de Ferro Santos a Jundiaí
- Estrada de Ferro Noroeste do Brasil
- Rede de Viação Paraná-Santa Catarina
- Estrada de Ferro Dona Teresa Cristina